# Robert Haab
Robert Haab (Wädenswil, 8 de agosto de 1865 - Zúrich, 15 de octubre de 1939) fue un político y juez suizo, miembro del Partido Radical Democrático (PRD).
Fue juez del Tribunal Superior del cantón de Zúrich de 1899 a 1908 y miembro de la Dirección General de los Ferrocarriles Federales Suizos (FFS) de 1912 a 1917. Entretanto, también formó parte del consejo de gobierno del cantón de Zúrich, y en 1917 ejerció brevemente como enviado de Suiza en Alemania. En diciembre de 1919 fue elegido Consejero Federal, sin haber sido nunca diputado del Consejo Nacional ni del Consejo de los Estados. Dirigió el Departamento de Correos y Ferrocarriles hasta diciembre de 1929, cargo desde el que impulsó la electrificación de la red ferroviaria de los FFS y amplió los servicios postales, telefónicos y telegráficos.
Fue Presidente de la Confederación en 1922 y 1929.

## Biografía

### Familia, estudios y carrera profesional
Hijo único del comerciante Robert Haab y Elisabeth Stamm, cursó estudios primarios y secundarios en Wädenswil, donde nació. Cursó el bachillerato en la escuela cantonal de Rämibühl, en Zúrich. Posteriormente estudió Derecho en las universidades de Zúrich, Estrasburgo y Leipzig. En 1888 se doctoró en la Universidad de Jena con una tesis sobre las sociedades mercantiles. Tras trabajar durante un breve periodo como abogado asalariado en el bufete zuriqués Honegger & Zuppinger, el 1 de julio de 1889 abrió su propio despacho en Wädenswil.  En 1899, después de haber ejercido durante diez años como abogado autónomo, fue elegido juez del Tribunal Superior del Cantón de Zúrich. En 1908 ostentó la presidencia del mismo.
Haab alcanzó el rango de teniente coronel en el ejército. En 1892 se casó con Clara Landis (1871–1924), hija del industrial textil y Consejero Nacional Heinrich Landis, con la que tuvo tres hijos. Uno de ellos, Robert Haab, fue profesor y rector de la Universidad de Basilea.

### Política, administración y diplomacia
La carrera política de Haab comenzó en 1892 con su elección al consejo municipal de Wädenswil, del que fue alcalde entre 1894 y 1899. En 1894 también fue elegido miembro del Consejo Cantonal del Cantón de Zúrich por el PRD. Fue miembro de este consejo hasta 1902 y de nuevo de 1906 a 1908. En 1908, los zuriqueses le eligieron miembro del Consejo de Gobierno, el órgano ejecutivo del cantón. Dirigió en un primer momento la Dirección de Justicia, Policía y Militar, y posteriormente pasó a la Dirección de Obras Públicas. Al mismo tiempo, formó parte durante 17 años de la dirección de los Ferrocarriles del Sureste Suizo (Schweizerische Südostbahn).
En 1912 presentó su dimisión como miembro del gobierno cantonal para suceder a Plazid Weissenbach al frente de la Dirección General de los Ferrocarriles Federales Suizos (FFS), puesto que le había ofrecido el Consejo Federal el año anterior. Durante la Primera Guerra Mundial, el gobierno le encomendó varias misiones económicas especiales en Alemania y Rumanía. A principios de 1917 marchó a Berlín como enviado diplomático, aunque conservó su puesto en los FFS.
No obstante, sólo permaneció unos meses en la capital alemana. El Consejero Federal Ludwig Forrer anunció su dimisión a finales de año, y en un primer momento se propuso como sucesor al Consejero de Estado Paul Emil Usteri, pero éste declinó la oferta, como también hicieron los Consejeros Nacionales Alfred Frey y Hans Sträuli. El PRD de Zúrich propuso dos candidatos para sucederle: el propio Robert Haab y el consejero de Estado Oskar Wettstein. En las elecciones al Consejo Federal del 13 de diciembre de 1917, Haab obtuvo 163 de los 208 votos válidos en la primera vuelta, mientras que Wettstein obtuvo 20 votos y el resto de candidatos 23 votos. Haab no esperaba ser elegido y por ello ni siquiera estuvo presente en el Palacio Federal; envió un telegrama para comunicar que aceptaba la designación.

### Consejero Federal

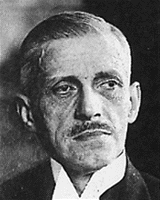
Robert Haab (foto sin fechar)

El 1 de enero de 1918 asumió la dirección del Departamento de Correos y Ferrocarriles, donde tuvo ocasión de aprovechar la experiencia que había adquirido en los FFS. Le correspondió dirigir su departamento en una época difícil: los últimos meses de la guerra y la posguerra. Forrer, su predecesor, había comenzado los planes de electrificación de los Ferrocarriles Federales, pero la guerra le había obligado a abandonarlos. Fue Haab quien se encargó de retomar y materializar este proyecto, y en 1928 más de la mitad de la red ferroviaria de los FFS estaba ya electrificada. La extraordinaria celeridad con que se llevó a cabo la electrificación y su correspondiente integración en la industria y el comercio contribuyeron a contener la amenaza que entonces suponía el desempleo y también redujeron notablemente la dependencia del país de las importaciones de carbón. También acometió una profunda reorganización de los FFS, que se completó en 1926.
El departamento de Haab introdujo nuevos y ambiciosos reglamentos en materia de servicios postales y telecomunicaciones, que permitieron a la Compañía de Correos, Teléfonos y Telégrafos (PTT) convertirse en una empresa estatal modelo. En 1921, la PTT asumió también la prestación de los servicios postales y de telecomunicaciones de Liechtenstein, y en 1923 comenzó a emitir los primeros programas radiofónicos de Suiza. En 1922, Haab asumió por primera vez el cargo de Presidente de la Confederación. Durante este primer mandato presidió la conferencia preliminar de Estados neutrales para la Conferencia de Génova e inauguró la Conferencia de Lausana, encargada de negociar un tratado de paz con Turquía. El año 1929, su segundo año como presidente, estuvo marcado por el estallido de la crisis económica mundial que condujo a la Gran Depresión. El 20 de septiembre de 1929 confirmó la noticia que había publicado dos días antes el diario Volksrecht según la cual abandonaría el cargo a finales de año por motivos de salud. Le sucedió Albert Meyer.

### Otras actividades y muerte

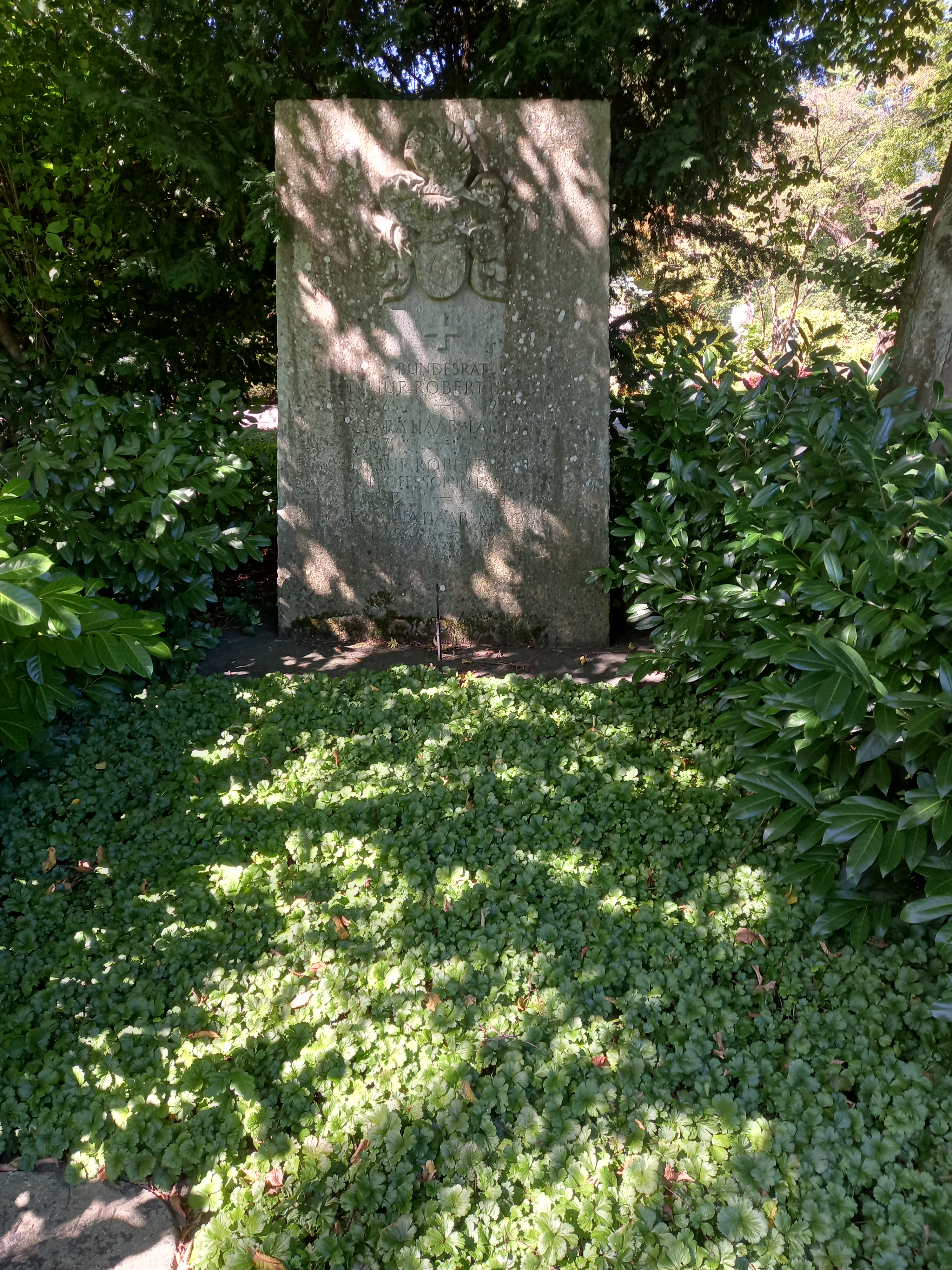
La tumba de Robert Haab y su esposa Clara Landis en el cementerio de Manegg, en Zúrich.

Tras su dimisión, Haab regresó a Zúrich y se dedicó a las causas benéficas y culturales. Presidió, entre otras, la Sociedad Gottfried Keller (1932-1939). También fue miembro de varios consejos de administración, entre ellos el de la Sociedad Bancaria Suiza y el de la empresa Maggi. En 1934 asumió la presidencia del consejo de administración del Banco Popular Suizo, a petición del Consejo Federal. En 1933 la Universidad de Zúrich le nombró doctor honoris causa.
Murió el 15 de octubre de 1939 a los 74 años, tras regresar gravemente enfermo de una estancia en un balneario de la Engadina. Sus restos mortales reposan en el cementerio de Manegg, en Zúrich. En 1940, el escultor Otto Charles Bänninger realizó en su honor una estatua de bronce, que se instaló en el parque Rosenmatt de Wädenswil, su localidad natal.